# Rheingau Musik Festival
Das Rheingau Musik Festival zählt zu den größten Musikfestivals Europas und wurde 1987 von Michael Herrmann gegründet, der bis heute Intendant und Geschäftsführer des Festivals ist und in dieser Funktion außerdem für die PRO ARTE Frankfurter Konzertdirektion und Wiesbaden Musik fungiert. Das größte privatwirtschaftlich finanzierte Musikfestival Europas veranstaltet jährlich über 150 Konzerte in der Region von Frankfurt über Wiesbaden bis zum Mittelrheintal. Spielstätten sind Kulturdenkmäler wie Kloster Eberbach, Schloss Johannisberg, Schloss Vollrads und das Kurhaus Wiesbaden, Weingüter und historische Kirchen. Jeden Sommer finden Veranstaltungen von Nachwuchskünstlern und Stars der internationalen Musikszene von Klassik über Jazz bis hin zu Kabarett, musikalisch-literarischen Programmen und Weltmusik statt.

## Struktur und Aufbau

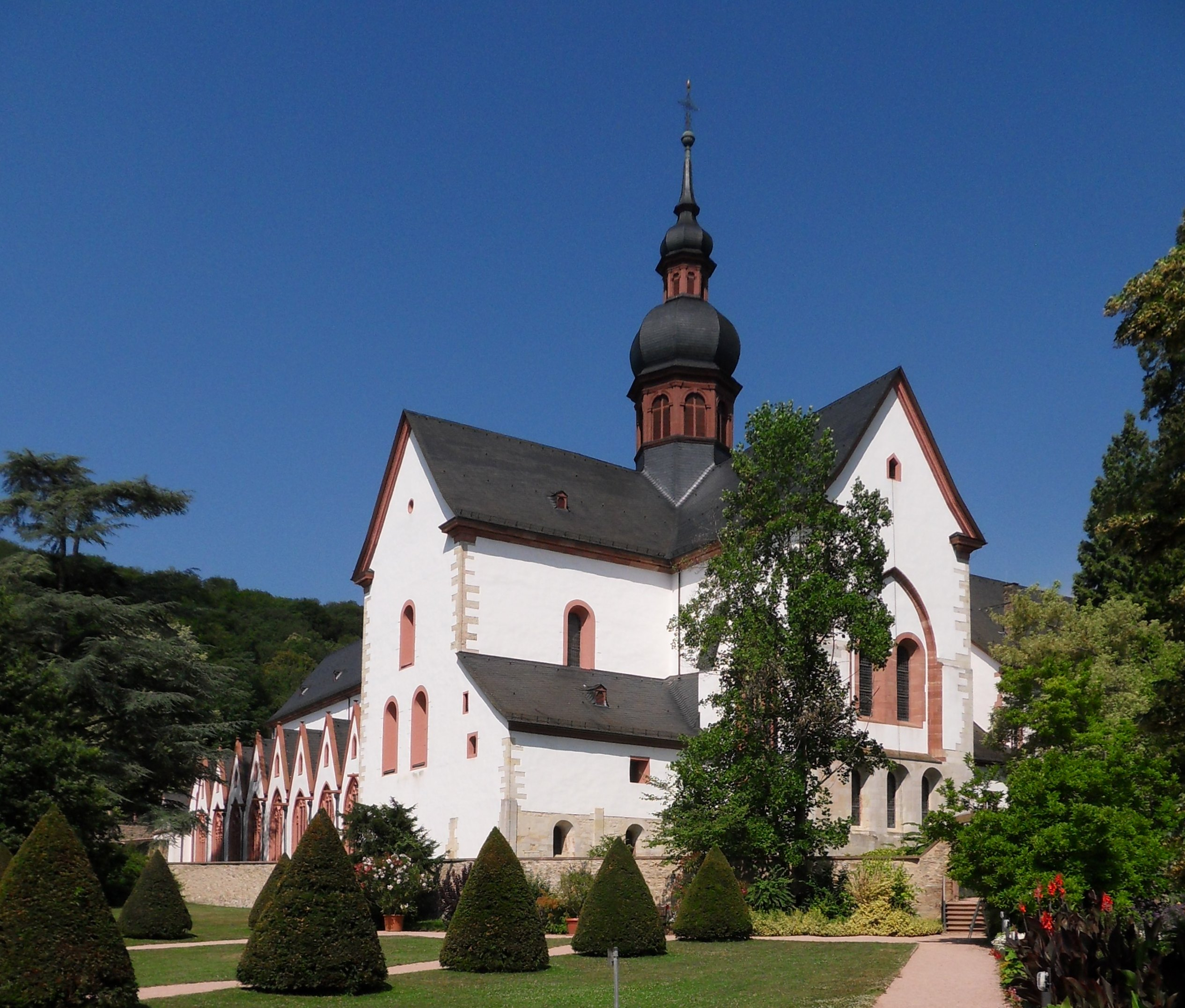
Kloster Eberbach

### Gründung
Michael Herrmann, der Intendant des Rheingau Musik Festivals, hatte bereits Anfang der Siebzigerjahre, als er selbst in Chorkonzerten im Kloster Eberbach mitsang, die Vision von einem Festival in seiner Heimat. Nach einem Probelauf im Sommer 1987 mit zwei Konzerten in Kloster Eberbach, gründete Michael Herrmann mit den beiden Unternehmern Claus Wisser und Walter Fink am 23. November 1987 im Adlerturm in Rüdesheim den „Rheingau Musik Festival e. V.“. Das war die Geburtsstunde des Rheingau Musik Festivals. Michael Herrmann gelang es außerdem, Tatiana Fürstin von Metternich-Winneburg für sein Festival-Vorhaben zu gewinnen.
Am 23. Juni 1988 fiel der Startschuss für die erste offizielle Spielzeit des Rheingau Musik Festivals mit 19 Veranstaltungen an insgesamt sieben Spielstätten, das Eröffnungskonzert fand im Kloster Eberbach statt. Obwohl vom Publikum gut angenommen, war das erste Jahr ein finanzieller Misserfolg. Der Vorstand des Rheingau Musik Festival e. V. war jedoch weiterhin von dem Projekt überzeugt und beschloss, den Verlust in das nächste Jahr zu übertragen. Das Programm wurde im zweiten Jahr bereits auf 25 Konzerte aufgestockt und um eine glamouröse Spielstätte erweitert – das Schloss Johannisberg, das bis heute eine feste Größe im Festivalkalender darstellt.
Der große Erfolg, den das Festival bereits in den ersten Jahren verzeichnen konnte, führte zu einer raschen Ausweitung – aus 19 Konzerten wurden über 150, aus 7 Spielstätten wurden über 40, der Festival-Etat wurde durch das Engagement von über 150 Sponsoren auf 8 Millionen DM aufgestockt, aus einem Ein-Mann-Betrieb wurde ein mittelständisches Unternehmen mit 19 festen Mitarbeitern, Volontären, zahlreichen saisonalen Arbeitskräften und Dienstleistern.

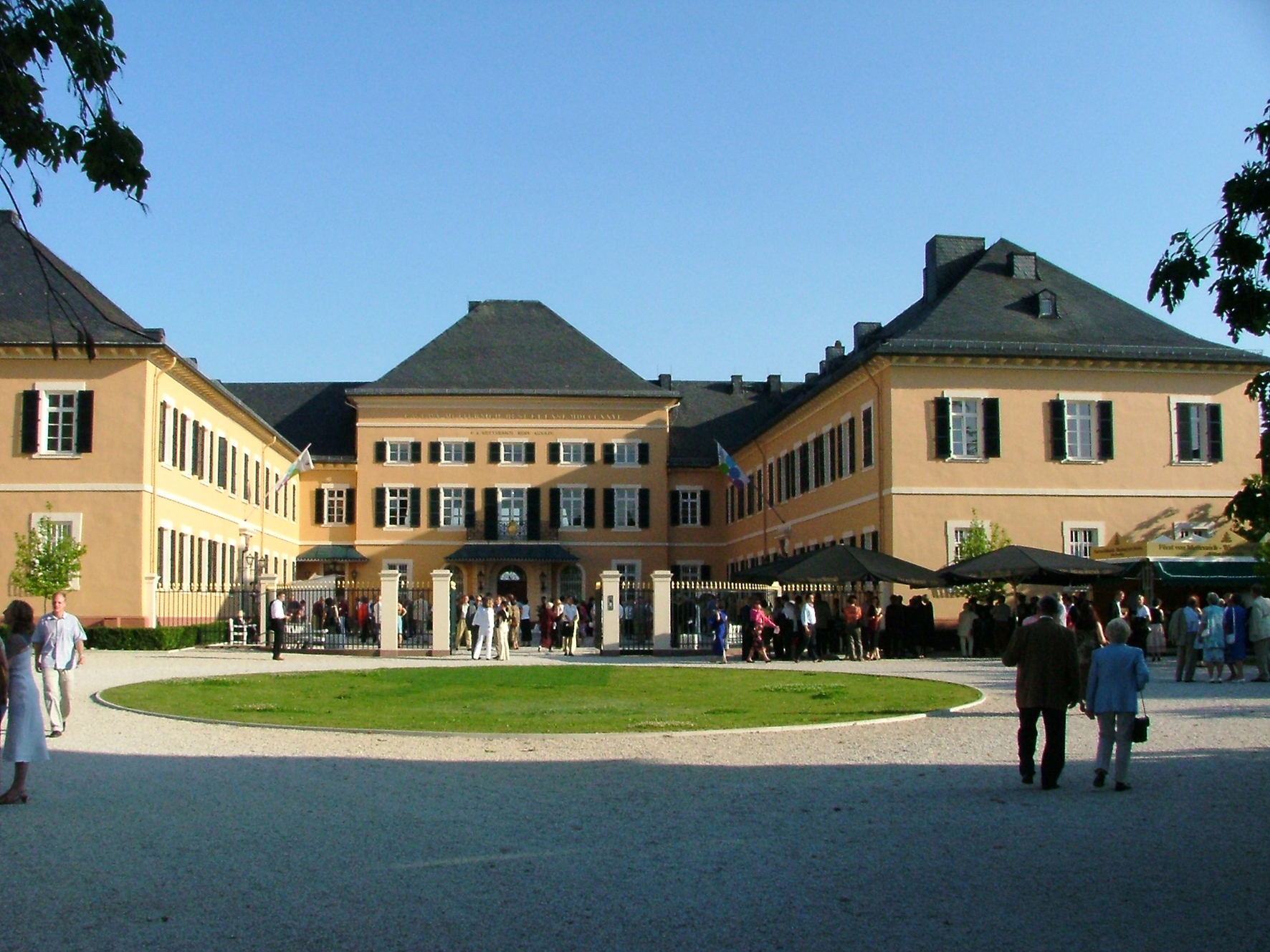
Schloss Johannisberg

### Rheingau Musik Festival e.V.
Der Förderverein des Rheingau Musik Festivals trägt in jedem Jahr mit seiner finanziellen wie ideellen Unterstützung zum Gelingen der Festivalsaison bei. Er ist die eigentliche Keimzelle des Rheingau Musik Festivals und hat bis zur Gründung der Konzertgesellschaft mbH im Jahr 1993 das Festival organisatorisch getragen.

### Finanzierung
Das RMF wird hauptsächlich privat finanziert, die öffentliche Förderung liegt bei 0,31 %. Sponsoren übernehmen mit ihrem jahresübergreifenden Engagement etwa die Hälfte der Finanzierung, während die andere Hälfte durch den Erlös aus den Eintrittskarten getragen wird.

## Programm

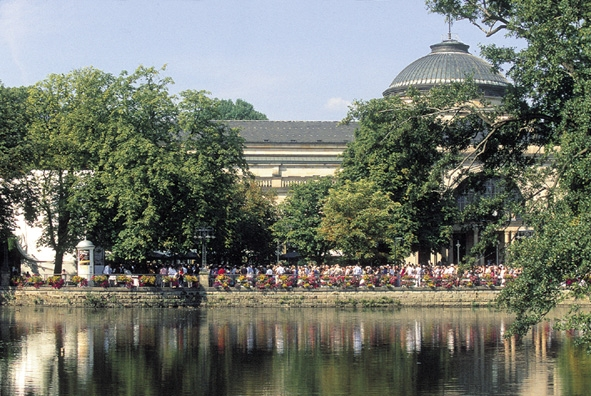
Kurpark Wiesbaden, im Hintergrund das Kurhaus mit Kuppel

Den Schwerpunkt des Festivals bilden klassische Konzerte in ihrer gesamten Bandbreite von der Sinfonik, über Chorwerke, Oratorien und Messen, Kammermusik, Liederabende und Klavierrezitals sowie übergreifende Konzerte aller Genres. Jedes Jahr kreisen um ein besonderes Motto verschiedene Schwerpunktthemen und musikalische Projekte genauso wie jährlich wechselnde Fokus-Künstler aus Klassik und Jazz. Eigens entwickelte Konzertformate wie die Mozart-Nacht, das Sommerfest, das Schlossfest, die Steinberger Tafelrunde und die Fahrenden Musiker in Weingütern sind jährlich stattfindende Festivalklassiker und werden ständig um neue festivalspezifische Formate ergänzt. Mit Konzertformaten wie „Klassik-Marathon“, „Junge Meisterpianisten der russischen Schule“ und „Next Generation“ erhalten Nachwuchsmusiker ein Podium und werden in ihrer musikalischen Entwicklung unterstützt. In den Konzerten von „Expedition Sound“ widmet sich das Rheingau Musik Festival musikalischen Grenzgängern, die sich jeder Kategorie entsagen und zwischen den Genres schweben.

### Angebote für Familien und Kinder
Bei den Kinder- und Sitzkissenkonzerte machen es sich Kinder auf Sitzkissen gemütlich und erleben die Künstler aus unmittelbarer Nähe.
Zahlreiche Feste und Konzerte für die ganze Familie finden unter freiem Himmel statt.
Bei Schulbesuchen gibt es persönliche Begegnungen mit hochkarätigen Solisten und Ensembles. Die Musiker kommen direkt in die Klassenräume und zeigen ihr Können, erzählen aus ihrem Alltag und stellen sich den Fragen des Publikums. Häufig finden die Schulbesuche in Kooperation mit „Rhapsody in School“ statt.
Im Rahmen des langfristig angelegten Education-Projekts Rheingau Music LAB bietet das Rheingau Musik Festival Workshops in den Bereichen Musik und Management an, in denen Jugendliche unterschiedlicher Altersstufen über ein halbes Jahr hinweg selbst aktiv werden können. Sie erhalten einen Einblick in die Konzeption, Organisation und Durchführung einer Konzertveranstaltung und werden dabei von Profis der jeweiligen Sparte unterstützt.

## Spielorte und Spielstätten
Das Rheingau Musik Festival zeichnet sich durch außergewöhnliche Spielstätten aus. Zu den Hauptspielstätten zählen die Kulturdenkmäler Kloster Eberbach, Schloss Johannisberg und Schloss Vollrads sowie das Kurhaus Wiesbaden. Spielorte sind außerdem Weingüter und historische Kirchen, daneben der Schlachthof Wiesbaden, die Alte Lokhalle Mainz, das Kongresshaus Kap Europa, das RheinMain CongressCenter oder die Kultur- und Kongresshalle Ingelheim kING. Openair-Veranstaltungen finden u. a. im Kreuzgang von Kloster Eberbach, auf der Seebühne von Schloss Vollrads, im Cuvéehof von Schloss Johannisberg, dem Kurpark Wiesbaden und dem Domplatz von Geisenheim statt.

## Preise und Auszeichnungen

### Rheingau Musik Preis
Der Rheingau Musik Preis wird seit 1994 an renommierte Künstler, Komponisten und Musikwissenschaftler oder musikalische Institutionen in Anerkennung deren musikalischen Gesamtschaffens verliehen. Daneben wird in Einzelfällen der Preis auch als Stipendium an förderungswürdige junge Musiker vergeben. Die durch das Rheingau Musik Festival initiierte Auszeichnung ist mit 10.000 Euro dotiert.

### LOTTO-Förderpreis
Der von der hessischen Lotteriegesellschaft Lotto Hessen GmbH seit 2009 jährlich gestiftete Preis ist mit 15.000 Euro dotiert und wird jeweils an ein außergewöhnliches junges Nachwuchstalent des Rheingau Musik Festivals verliehen.

## Künstler und Preisträger

### Komponistenporträts
Von 1990 bis 2012 stellte das Rheingau Musik Festival jährlich einen Komponisten vor, der sich in einem Gesprächskonzert selbst äußerte und auch bei der Aufführung einiger seiner Kompositionen beteiligt war.
- 1990: György Ligeti
- 1991: Mauricio Kagel
- 1992: Volker David Kirchner
- 1994: Wilhelm Killmayer
- 1995: Wolfgang Rihm
- 1996: Dieter Schnebel
- 1997: Aribert Reimann
- 1998: Helmut Lachenmann
- 1999: Karlheinz Stockhausen
- 2000: Hans Werner Henze
- 2001: Krzysztof Penderecki
- 2002: Steve Reich
- 2003: Sofia Gubaidulina
- 2004: György Kurtág
- 2005: Arvo Pärt
- 2006: Henri Dutilleux
- 2007: Heinz Holliger
- 2008: Toshio Hosokawa
- 2009: Rodion Shchedrin
- 2010: Kaija Saariaho
- 2011: Hans Zender
- 2012: Péter Eötvös

### Composer & Artist in Residence
Die Reihe Komponistenporträts wurde 2013 als „Composer & Artist in Residence“ fortgesetzt.
- 2013: Fazıl Say
- 2014: Jörg Widmann
- 2015: Lera Auerbach

### Artist in Residence
Als Artist in Residence ist jede Saison ein Künstler oder eine Künstlerin das zentrale Gesicht des Festivalsommers. Sie bringen musikalische Weggefährten mit in den Rheingau und gestalten einzigartige Konzertmomente.
- 2013: Sol Gabetta
- 2014: Frank Peter Zimmermann
- 2016: Isabelle Faust
- 2017: Igor Levit
- 2018: Annette Dasch

### „Fokus Jazz“
Um dem Genre des Jazz jeden Sommer eine eigene Plattform zu bieten, wurde 2015 die Reihe „Fokus Jazz“ eingeführt, bei der nicht nur Einzelkünstler auftreten, sondern auch Formationen wie z. B. das Piano Trio.
- 2015: Nils Landgren
- 2016: Till Brönner
- 2017: Michael Wollny
- 2018: Piano Trio
- 2022: Wolfgang Haffner
- 2023: Götz Alsmann

### Fokus-Künstler
Jährlich wechselnde Fokus-Künstler prägen ebenfalls den Festivalsommer und präsentieren ihr umfangreiches Schaffen.
- 2016: Yannick Nézet-Séquin
- 2017: Anna Lucia Richter
- 2018: Albrecht Mayer, Brett Dean
- 2022: Julia Fischer, Jan Lisiecki, Tenebrae Choir
- 2023: Daniel Hope, Sarah Willis, Martin Grubinger, Sol Gabetta

### Rheingau Musik Preisträger
- 1994: Volker David Kirchner
- 1995: Alexander L. Ringer
- 1996: Gidon Kremer
- 1997: ensemble recherche
- 1998: Toshio Hosokawa
- 1999: Tabea Zimmermann
- 2000: Helmuth Rilling und Internationale Bachakademie Stuttgart
- 2001: Artemis Quartett
- 2002: Michael Quast
- 2003: Peter Greiner
- 2004: Deutsche Gesellschaft für Musikphysiologie und Musikermedizin e. V.
- 2005: Niki Reiser
- 2006: Hugh Wolff
- 2007: Karl Friedrich Beringer
- 2008: Heinz Holliger
- 2009: Christian Gerhaher
- 2010: Taschenoper Lübeck
- 2011: Bidla Buh
- 2012: Lautten Compagney und Wolfgang Katschner
- 2013: Fazıl Say
- 2014: Christoph Eschenbach
- 2015: Andreas Scholl
- 2016: Walter Renneisen
- 2017: Enoch zu Guttenberg und Chorgemeinschaft Neubeuern
- 2018: Yannick Nézet-Séquin
- 2019: Deutsche Kammerphilharmonie Bremen und Paavo Järvi
- 2020: Daniel Barenboim und das West-Eastern Divan Orchestra
- 2021: Nils Landgren
- 2022: Herbert Blomstedt
- 2023: Tenebrae Choir

### LOTTO-Förderpreisträger
- 2009: Sebastian Manz, Klarinette
- 2010: Leticia Moreno, Violine
- 2011: Denis Kozhukhin, Klavier
- 2012: Christopher Park, Klavier
- 2013: Iskandar Widjaja, Violine
- 2014: Vestard Shimkus, Klavier
- 2015: Pablo Ferrandéz, Violoncello
- 2016: Marc Bouchkov, Violine
- 2017: Ben Kim, Klavier
- 2018: Emmanuel Tjeknavorian, Violine
- 2019: Stathis Karapanos, Flöte
- 2020: Sheku Kanneh-Mason, Violoncello
- 2021: María Dueñas, Violine
- 2022: Tarmo Peltokoski, Dirigent
- 2023: Tony Yun, Klavier

## Aktuelle Spielstätten
- Bad Homburg vor der Höhe, Kurpark
- Budenheim, Pankratiuskirche
- Eibingen, Abtei St. Hildegard
- Eltville am Rhein, Hessische Staatsweingüter Domäne Rauenthal / Gutsausschank im Baiken
- Eltville am Rhein, Hessische Staatsweingüter Domäne Steinberg
- Eltville am Rhein, Kloster Eberbach
- Eltville am Rhein, Kurfürstliche Burg
- Eltville am Rhein, Weingut Baron Knyphausen
- Eltville am Rhein, Weingut Langwerth von Simmern
- Frankfurt am Main, Alte Oper
- Frankfurt am Main, Kongresshaus Kap Europa
- Geisenheim, Domplatz
- Geisenheim, Pfarrkirche Heilig Kreuz (Rheingauer Dom)
- Hochheim am Rhein, Weingut Künstler
- Hattenheim, Weingut Balthasar Ress
- Ingelheim am Rhein, kING Kultur- und Kongresshalle
- Ingelheim am Rhein, Weingut J. Neus
- Johannisberg, Burg Schwarzenstein Relais & Châteaux
- Johannisberg, Schloss Johannisberg
- Kelkheim, Rettershof
- Kiedrich, Weingut Robert Weil
- Kronberg, Casals Forum
- Lorch am Rhein, Pfarrkirche St. Martin
- Mainz, Alte Lokhalle
- Mainz, Rheingoldhalle
- Mainz, Pfarrkirche St. Stephan
- Martinsthal, Weingut Diefenhardt
- Mittelheim, St. Ägidius
- Oestrich, Kelterhalle des Rheingau Musik Festivals
- Oestrich-Winkel, Pfarrkirche St. Martin
- Oestrich-Winkel, Schloss Vollrads
- Oestrich-Winkel, Weingut Fritz Allendorf
- Wiesbaden, ESWE Atrium
- Wiesbaden, Hessische Staatskanzlei
- Wiesbaden, Kurhaus
- Wiesbaden, Kurpark
- Wiesbaden, Lutherkirche
- Wiesbaden, RheinMain CongressCenter
- Wiesbaden, Ringkirche
- Wiesbaden, Schlachthof
- Wiesbaden-Biebrich, Oranier-Gedächtnis-Kirche

## Mitgliedschaften
- American Chamber of Commerce in Germany e. V.
- International Artist Managers’ Association
- Kulturkreis der deutschen Wirtschaft BDI e. V.
- Marketing Club Frankfurt e. V.
- Verband der deutschen Konzertdirektionen e. V., München
- Wirtschaftsclub Rhein-Main e. V., Frankfurt

## Rheingau Literatur Festival
Im Anschluss an das Rheingau Musik Festival findet an den Spielstätten seit 1993 das Rheingau Literatur Festival statt.